# Изотамм, Яан
Яан Изотамм (псевдоним — Джонни Б. Изотамм; 19 октября 1939, Тарту — 2 июня 2014) — эстонский поэт.

## Жизнь и творчество
Яан Изотамм родился 19 октября 1939 года в Тарту. В 1947—1953 годах учился в сельских школах, затем, до 1956 года, учился в средних школах города Тарту. 
В декабре 1956 года был арестован по обвинению в членстве в молодёжной националистической организации «Дружина эстонской молодежи». Был осуждён на 7 лет, отбывал заключение в Мордовской АССР.
В декабре 1963 года был освобождён, поселился в сельской местности, стал рабочим. С 1969 по 1988 год был ночным сторожем в Тарту. Лишь в период Перестройки он снова мог свободно заняться профессией. Он устроился на работу редактором тартуского журнала Akadeemia, работал там до 2003 года.
С середины 1960-х годов начал писать стихи, короткую прозу и публицистику. Активно участвовал в диссидентском литературном движении, помогал в составлении самиздатских альманахов, участвовал в издании «Субботней газеты». Начиная с 1968 года его работы появились в эстонских изданиях, таких как Looming, Noorus, Vikerkaar и Kultuur ja Elu. В 1971 году в сборнике четырёх поэтов Нервическое издание был опубликован его цикл стихотворений Mees tänavalt (Человек с улицы). В 1972 году вышла его первая антология Tekstiraamat (Сборник текстов). . В 1999 году была опубликована книга Mina, Johnny B. (Я, Джонни Б.) со стихами 1967—1974 годов.
В 2000 году Изотамм получил Национальную премию Республики Эстония в области культуры. Почётный член Литературного общества Эстонии.

## Literatur
- Cornelius Hasselblatt: Geschichte der estnischen Literatur. Berlin, New York 2006, ISBN 3-11-018025-1, S. 727